# Конти, Леонардо
Леонардо Ко́нти (нем. Leonardo Conti; 24 августа 1900, Лугано, кантон Тичино, Швейцарская Конфедерация — 6 октября 1945, Нюрнберг, Американская зона оккупации Германии) — немецкий партийный и государственный деятель Третьего рейха, статс-секретарь Имперского министерства внутренних дел по санитарной службе и народному здравию, имперский руководитель здравоохранения, начальник Главного управления народного здравия НСДАП, руководитель Национал-социалистического союза врачей, обергруппенфюрер СС.

## Биография
Родился в семье Сильвио Конти, почтмейстера Лугано, и немки Нанны Конти. В 1915 году родители развелись, и Конти был натурализован как немец. Получил медицинское образование в Берлине и Эрлангене, доктор медицины.
В 1918 году стал соучредителем антисемитского Боевого союза, участник Капповского путча 1920 года.
С 1923 года находился на государственной службе, затем в течение 8 лет занимался частной практикой в Берлине.
В 1923 вступил в СА. Вскоре был назначен главным врачом СА, руководил формированием Санитарного корпуса СА. В декабре 1927 вступил в НСДАП, (членский билет № 72 225).
В 1929 году стал одним из основателей Национал-социалистического союза врачей (NSD-Ärztebund), в котором занимал пост Имперского руководителя.
В ноябре 1930 году вступил в СС (членский билет № 3982). С мая 1932 по конец 1933 года — депутат ландтага Пруссии, с лета 1932 года — член Прусского земельного совета.
В феврале 1933 года назначен комиссаром для особых поручений при Министерстве внутренних дел Пруссии, с апреля 1933 года — министериальрат, с января 1934 года — государственный советник Пруссии.
В 1936 году назначен медицинским советником Берлина. Являлся официальным врачом Берлинской Олимпиады 1936 года.
20 апреля 1939 года назначен начальником Имперского здравоохранения, с 28 августа 1939 — статс-секретарь Имперского министерства внутренних дел по санитарной службе и народному здоровью, курировал вопросы здравоохранения.
24 сентября 1939 года возглавил Управление здравоохранения НСДАП, получил титул Имперского руководителя здравоохранения (нем. Reichsgesundheitsfϋhrer).
Как автор ряда работ по расовой политике, в том числе «Что есть раса?» (1934), в середине 1939 года получил от Гитлера задание разработать и осуществить систему мер по «расовой гигиене» для реализации так называемой «программы эвтаназии» — уничтожения психически неполноценных и неизлечимо больных граждан. Конти отказался возглавить программу, сославшись на то, что ему не предоставлены особые полномочия для выполнения устного распоряжения Гитлера.

Когда ответственными за программу был назначен рейхсляйтер Филипп Боулер, Конти активно содействовал Боулеру и рейхскомиссару здравоохранения Карлу Брандту в проведении «мероприятий» по массовому умерщвлению неизлечимо больных детей, людей, страдающих психическими заболеваниями, нетрудоспособных инвалидов, а также представителей народов, «загрязняющих арийскую расу». Известен своим докладом фюреру о соотношении морального духа народа и статистики девственности населения.
В августе 1941 года избран депутатом рейхстага. Награждён Крестом за военные заслуги 1-го и 2-го класса. 18 февраля 1943 года объявил о своём выходе из протестантской церкви. В августе 1944 года ушел в отставку со своего поста рейхсминистра здравоохранения. 3 марта 1945 года назначен руководителем Государственной академии здравоохранения в Берлине.
19 мая 1945 года арестован американцами. Повесился в Нюрнбергской тюрьме 6 октября 1945 года в ожидании судебного процесса.

### Производство в звания СС
- штандартенфюрер СС — 12 июня 1933
- оберфюрер СС — 20 апреля 1935
- бригадефюрер СС — 30 января 1938
- группенфюрер СС — 1 октября 1941
- обергруппенфюрер СС — 20 апреля 1944

## Награды
- Шеврон старого бойца
- Почётный партийный знак «Нюрнберг 1929»
- Памятный знак слёта СА в Брауншвейге, 18-19 октября 1931 года
- Немецкий Олимпийский почётный знак 1-й степени
- Спортивный знак СА в бронзе
- Медаль «В память 1 октября 1938 года»
- Данцигский крест 2-го класса
- Крест военных заслуг 1-й степени без мечей (1941)
- Крест военных заслуг 2-й степени без мечей
- Золотой партийный знак НСДАП
- Медаль «За выслугу лет в НСДАП» в бронзе и серебре
- Золотой знак Гитлерюгенда[англ.] с дубовыми листьями (11.02.1944)
- Почётный знак «За заботу о немецком народе» 2-й степени (1944)
- Орден Креста Свободы (1941)
- Кавалер Большого креста ордена Короны Италии (1942)
- Кольцо «Мёртвая голова» (1.12.1937)
- Почётная шпага рейхсфюрера СС (1.12.1937)